# Tashi Dorje Pünkhang
Tashi Dorje Pünkhang, (1886/1888 - ?) was een Tibetaans politicus en als Yapshi Pünkhang Küng I de eerste abt van het klooster Pünkhang in Lhasa. Hij behoorde tot een Tibetaanse adellijke familie, waaruit ooit een dalai lama was voortgekomen (Yab-shi).

## Familie
Hij was vader van Gönpo Tsering Pünkhang, de tweede abt van Phunkhang.

## Loopbaan
Phunkhang was verantwoordelijk voor het drukken van Tibetaanse bankbiljetten in de hydro-elektrische fabriek in Drabchi Lekhung bij Lhasa. Hij was eigenaar van de Changlo-landerijen en het terrein in Gyantse waar de Britten een handelsagentschap hadden gevestigd.
Hij werd benoemd tot Shappe (minister) in 1938. In november 1946 werd hij gedegradeerd in rang op beschuldiging van machtsmisbruik. In april en mei 1947 werd hij gearresteerd en gedurende veertien dagen in het Potalapaleis vastgezet, onder verdenking van deelname aan een samenzwering. Na zijn vrijlating werd hij in ere hersteld en kreeg hij zijn rang terug.